# Państwowa Służba Ukrainy ds. Sytuacji Nadzwyczajnych

Sztandar komendanta generalnego Państwowej Służby Ukrainy ds. Sytuacji Nadzwyczajnych

Państwowa Służba Ukrainy ds. Sytuacji Nadzwyczajnych (ukr. Державна служба України з надзвичайних ситуацій, w skrócie ДСНС, DSNS) – jeden z centralnych organów władzy wykonawczej Ukrainy, zapewniający realizację polityki państwa w zakresie obrony cywilnej, ochrony ludności i mienia przed sytuacjami kryzysowymi oraz zapobiegania im, reagowania kryzysowego, ratownictwa, działań pożarniczych, prowadzenia profilaktyki społecznej, a także działań hydrometeorologicznych.
Państwowa Służba Ukrainy ds. Sytuacji Nadzwyczajnych została utworzona w wyniku reorganizacji Ministerstwa ds. Sytuacji Nadzwyczajnych i Państwowego Inspektoratu Bezpieczeństwa Technicznego Ukrainy 24 grudnia 2012 roku. Od 25 kwietnia 2014 roku działalnością Służby kieruje i koordynuje Rada Ministrów za pośrednictwem ministra spraw wewnętrznych.

## Stopnie w Państwowej Służbie Ukrainy ds. Sytuacji Nadzwyczajnych
|                   | Generałowie                           | Generałowie                          | Generałowie                   | Generałowie           | Oficerowie starsi           | Oficerowie starsi | Oficerowie starsi |
| Generał (Генерал) | Generał pułkownik (Генерал-полковник) | Generał lejtnant (Генерал-лейтенант) | Generał major (Генерал-майор) | Pułkownik (Полковник) | Podpułkownik (Підполковник) | Major (Майор)     |                   |
| ----------------- | ------------------------------------- | ------------------------------------ | ----------------------------- | --------------------- | --------------------------- | ----------------- | ----------------- |
| Naramiennik       |                                       |                                      |                               |                       |                             |                   |                   |

|                   | Oficerowie młodsi                    | Oficerowie młodsi    | Oficerowie młodsi                     | Oficerowie młodsi                                    | Oficerowie młodsi                  | Szeregowi i podoficerowie | Szeregowi i podoficerowie | Szeregowi i podoficerowie | Szeregowi i podoficerowie | Szeregowi i podoficerowie |
| Kapitan (Капітан) | Starszy lejtnant (Старший лейтенант) | Lejtnant (Лейтенант) | Młodszy lejtnant (Молодший лейтенант) | Starszy sierżant sztabowy (Головний майстер-сержант) | Starszy sierżant (Майстер-сержант) | Sierżant (Сержант)        | Szeregowy (Рядовий)       | Kursant (Курсант)         |                           |                           |
| ----------------- | ------------------------------------ | -------------------- | ------------------------------------- | ---------------------------------------------------- | ---------------------------------- | ------------------------- | ------------------------- | ------------------------- | ------------------------- | ------------------------- |
| Naramiennik       |                                      |                      |                                       |                                                      |                                    |                           |                           |                           |                           |                           |

## Odznaczenia

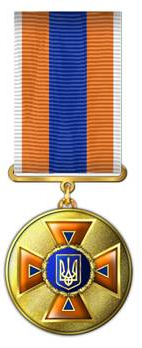
Medal „Weteran służby” (przyznawany za 25 lat nienagannej służby)
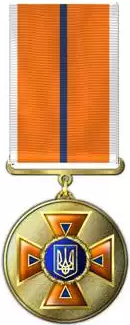
Medal „20 lat nienagannej służby”
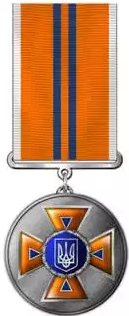
Medal „15 lat nienagannej służby”
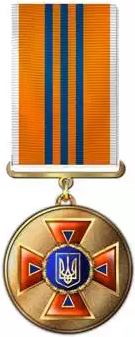
Medal „10 lat nienagannej służby”
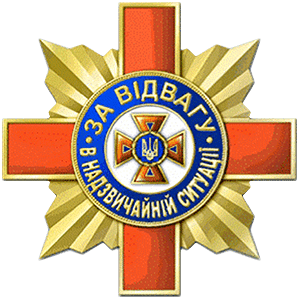
Odznaka „Za odwagę w sytuacji nadzwyczajnej”
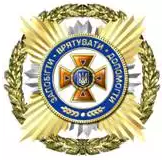
„Odznaka Honorowa”

## Pojazdy
| Fotografia | Model                  | Kraj produkcji    |
| ---------- | ---------------------- | ----------------- |
|            | ZiŁ-130 (4х2)          | ZSRR              |
|            | KamAZ-43253            | Rosja             |
|            | ZiŁ-4331 (4х2)         | Rosja             |
|            | KrAZ-65053             | Ukraina           |
|            | MAZ-7310               | ZSRR              |
|            | KamAZ-53212            | ZSRR/ Rosja       |
|            | ZiŁ-131 (6х6)          | ZSRR              |
|            | ZiŁ-131 (6х6)          | ZSRR              |
|            | KrAZ-6322              | Ukraina           |
|            | MAZ-4370 (4х2)         | Białoruś          |
|            | GAZ Gazela             | Rosja             |
|            | GAZ-3310 Wałdaj        | Rosja             |
|            | I-VAN                  | Ukraina           |
|            | UAZ-2206               | Rosja             |
|            | Volkswagen Transporter | Niemcy            |
|            | ZiŁ-131                | ZSRR              |
|            | Mitsubishi L200        | Japonia           |
|            | Ford Ranger            | Stany Zjednoczone |
|            | UAZ Patriot            | Rosja             |
|            | KamAZ-4310             | ZSRR/ Rosja       |
|            | GAZ-66                 | ZSRR              |
|            | Sherp                  | Ukraina           |
|            | MAN TGS                | Niemcy/ Ukraina   |
|            | МАZ 53092J             | Białoruś/ Ukraina |

## Samoloty gaśnicze
| Fotografia | Model                  | Kraj produkcji |
| ---------- | ---------------------- | -------------- |
|            | An-32P                 | Ukraina        |
|            | An-26                  | Ukraina        |
|            | An-30                  | Ukraina        |
|            | Mi-8                   | ZSRR           |
|            | Eurocopter EC145       | Francja        |
|            | Airbus Н225 Super Puma | Francja        |